# 卜部敏直
卜部 敏直（うらべ としなお、1950年（昭和25年）1月9日 - ）は、日本の外交官。アイルランド駐箚特命全権大使を経て、2011年3月から2014年8月5日までフィリピン駐箚特命全権大使。

## 経歴・人物

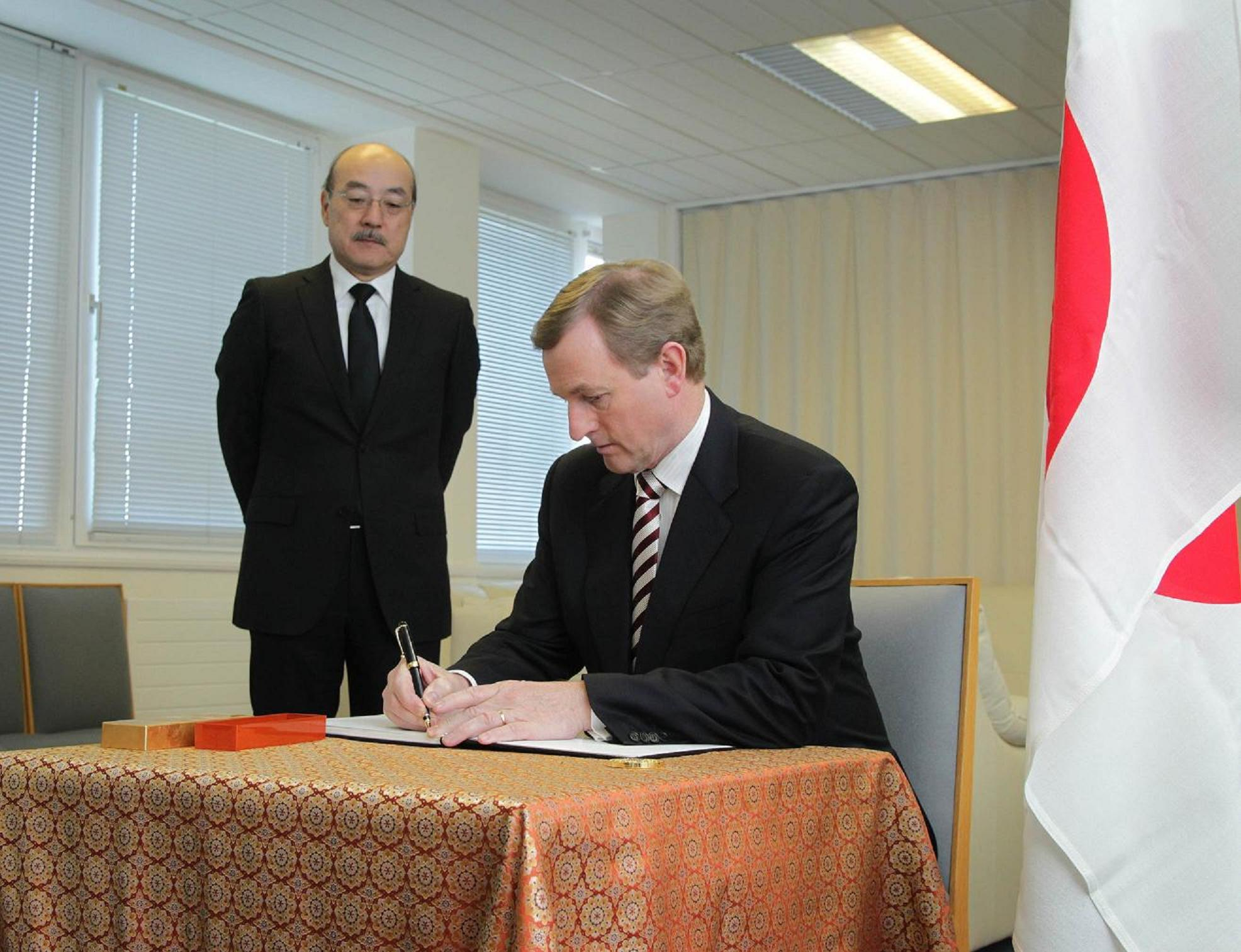
2011年3月22日、アイルランド首相エンダ・ケニー（手前）と

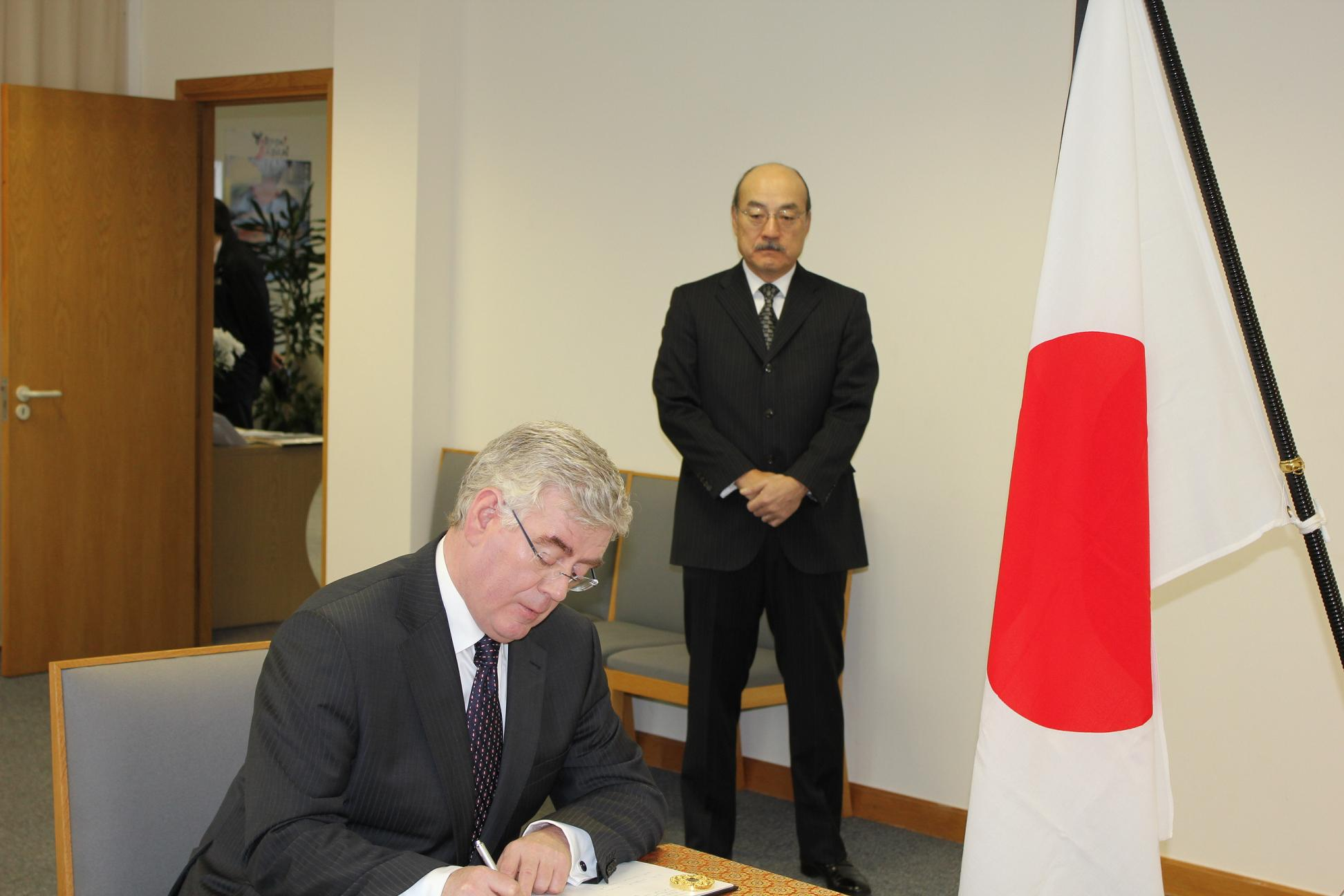
2011年3月24日、アイルランド副首相イーモン・ギルモア（手前）と

東京都出身。父卜部敏男は外交官で1969年から1974年まで駐比大使を務めている。卜部自身も父親の赴任に従いフィリピンの幼稚園で幼年時代を過ごしている。東京都立新宿高等学校から一橋大学法学部に入学。一橋大在学中に外務公務員採用上級試験に合格する。1974年（昭和49年）一橋大を卒業し、外務省に入省した。
- 1990年（平成2年） 9月 大臣官房総務課企画官
- 1990年（平成2年） 11月 欧亜局大洋州課長
- 1991年（平成3年） 8月 外務事務次官秘書官
- 1993年（平成5年） 8月 在オーストラリア日本国大使館参事官
- 1996年（平成8年） 8月 在タイ日本国大使館参事官
- 1998年（平成10年） 1月 在タイ日本国大使館公使
- 1998年（平成10年） 5月 大臣官房会計課長
- 2000年（平成12年） 5月 駐アトランタ総領事
- 2002年（平成14年） 8月 在大韓民国日本国大使館次席公使
- 2005年（平成17年） 8月 在フランス日本国大使館次席公使
- 2005年（平成17年） 11月 博覧会国際事務局総会日本政府代表[1]
- 2007年（平成19年） 11月 駐アイルランド特命全権大使
- 2011年（平成23年） 3月 駐フィリピン特命全権大使[2][3]
- 2015年（平成27年） 2月 協同組合フレンドニッポン顧問[4]

2012年（平成24年）11月22日、フィリピンのマニラ首都圏のホテルで講演し、尖閣諸島をめぐる対立で日中関係が悪化したことに触れ、両国関係の重要性を強調し関係改善を訴えるとともに、尖閣諸島7歴史的にも日本固有の領土であると日本政府の立場を説明した
。
- 2024年（令和6年）、瑞宝中綬章受章[6]。

## 同期
- 佐々江賢一郎（12年駐米大使・10年外務事務次官・08年政務担当外務審議官）
- 林景一（11年駐英大使・08年内閣官房副長官補・08年駐アイルランド大使）
- 小田部陽一（11年ジュネーブ国際機関政府代表部大使・08年経済担当外務審議官）
- 吉川元偉（13年国連大使・10年OECD大使・09年アフガニスタン・パキスタン支援担当大使・06年駐スペイン大使）
- 高松明（11年駐スロバキア大使・科学技術振興機構理事・06年駐キューバ大使）
- 石田仁宏（08年駐アルゼンチン大使・05年駐ペルー大使・72年語学研修員採用、74年外務省公務員採用上級試験に合格して再入省）
- 四宮信隆（10年駐ポルトガル大使・07年駐ドミニカ共和国大使）
- 原田親仁（16年日露関係担当大使・11年駐露大使・08年駐チェコ大使）
- 目賀田周一郎（11年駐メキシコ大使・08年駐ペルー大使）
- 遠藤茂（09年駐サウジアラビア大使・07年駐チュニジア大使）
- 多賀敏行（12年駐ラトビア大使･09年駐チュニジア大使）
- 斉藤隆志（10年駐ミャンマー大使・06年駐セネガル大使）
- 城田安紀夫（10年駐ノルウェー大使・07年駐イラン大使・04年イラク復興支援等調整担当大使・01年駐カタール大使）
- 山本忠通（12年駐ハンガリー大使・10年アフガニスタン・パキスタン支援担当大使・08年ユネスコ日本政府代表部大使）
- 山中誠（11年駐ポーランド大使・10年科学技術担当大使・07年駐シンガポール大使）
- 佐藤重和（12年駐タイ王国大使・10年駐オーストラリア大使）
- 中根猛（12年駐独大使・09年ウィーン国際機関代表部大使）
- 黒木雅文（13年駐セルビア大使・09年駐カンボジア大使）
- 西ヶ廣渉（14年宮内庁宮務主管・12年駐ルクセンブルク大使・09年駐リビア大使）
- 吉澤裕（12年駐南アフリカ共和国大使・08年駐フィジー大使）
- 貞岡義幸（10年駐パラオ大使）
- 寒川富士夫（10年駐マラウイ大使）
- 沼田幹男（12年駐ミャンマー大使・11年外務省領事局長）
- 白石和子（12年駐リトアニア大使）
- 高橋二雄（13年駐アゼルバイジャン大使）
- 小池孝行（13年駐キルギス大使）
- 中北徹（07年アジア・ゲートウェイ戦略会議座長代理）